# Promachus perpusilla
Promachus perpusilla là một loài ruồi trong họ Asilidae. Promachus perpusilla được Walker miêu tả năm 1851.